# Richard Vogel
Richard Vogel, född 24 mars 1997 i Riedlingen, är en tysk ryttare.
Vogel ingick i det tyska hopplaget vid OS 2024 som placerade sig på en femte plats. I finalhoppningen fick ekipaget ett nedslag.